# نانا بولوكو
نانا بولوكو (بالإنجليزية: Nana Buluku)‏، المعروفة أيضًا باسم نانا بوروكو أو نانا بوكو أو نانان-بوكلو، هي الكائن الأنثوي الأعلى لشعب الفون (بنين وداهومي) وشعب الإيوي (توغو). إنها واحدة من أكثر الآلهة تأثيرا في لاهوت غرب إفريقيا، وهي واحدة تشترك فيها العديد من المجموعات العرقية.
في أساطير داهومي، نانا بولوكو هي الخالق الأعلى الأم الذي أنجب روح القمر ماوو، وروح الشمس ليزا، وكل الكون. بعد ولادة هؤلاء، تقاعدت وتركت أمور العالم لماو وليزا. وفقًا لمايا ديرين، يعتقد بعض فودويزان أن نانان بوكلو ذكر وأنثى في كيان واحد.